# Oscar Dronjak
Oscar Fredrick Dronjak (Mölndal, 20 gennaio 1972) è un chitarrista svedese, membro della band heavy metal Hammerfall.

## Biografia
La sua carriera musicale inizia nel 1989 con la formazione di una band death metal chiamata Desecrator, che successivamente verrà rinominata in Ceremonial Oath. Lascerà il gruppo molto presto, ancora prima di aver pubblicato un album, per dedicarsi alla creazione degli Hammerfall, a quel tempo un progetto parallelo che portava avanti con alcuni amici.
Ha collaborato con gli In Flames per l'album The Jester Race, e con i Cans, il gruppo solista di Joacim Cans, come seconda voce.